# Миндер, Шандор
Шандор Миндер (венг. Minder Sándor; 25 октября 1907 — 17 мая 1983) — венгерский хоккеист.

## Биография
Шандор родился 25 октября 1907 года в Будапеште, в семье тренера сборной Венгрии по футболу и главы клуба BKE, Фридьеша Миндера.
В 1926 году окончил коммерческую школу. С 1927 до 1933 года руководитель филиала компании IBUSZ и руководитель торгового отдела экспорта-импорта.
Свою профессиональную деятельность Шандор совмещал с хоккейной карьерой.

### Хоккейная карьера
С 1927 по 1940 годы был хоккеистом будапештского клуба BKE. В 1937 и 1940 годах становился чемпионом Венгрии.
В 1932 году сыграл сезон за швейцарский клуб «Грассхоппер» Цюрих.
Шандор сыграл за сборную Венгрии в 29 матчах, был участником чемпионатов Европы (1927, 1929), чемпионатов Мира (1930, 1931, 1933) и хоккейных Олимпийских турниров 1928 и 1936 годов.
Во время международных соревнований приглашался на несколько игр, как рефери.

### Швейцарский период
С 1943 жил в Швейцарии, где он возглавлял частную компанию. Также работал спортивным журналистом, писал статьи о таких видах спорта как теннис и гольф.
Шандор Миндер скончался 17 мая 1983 года в Цюрихе

## Статистика

### Клубная карьера
| 1936-1937 | BKE I | Венгерская хоккейная лига | 2 | — | — | — |
| 1939-1940 | BKE   | Венгерская хоккейная лига | 4 | — | — | — |

### Международные соревнования
| Год   | Сборная | Турнир   | Место |    | И | Г | П | О |
| ----- | ------- | -------- | ----- | -- | - | - | - | - |
| 1927  | Венгрия | ЧЕ       | 6     | 5  | 0 | 0 | 0 |   |
| 1928  | Венгрия | ОИ/ЧМ/ЧЕ | 11    | 3  | 1 | 0 | 1 |   |
| 1929  | Венгрия | ЧЕ       | 6     | 3  | 0 | 0 | 0 |   |
| 1930  | Венгрия | ЧМ/ЧЕ    | 6     | 2  | 1 | 0 | 1 |   |
| 1931  | Венгрия | ЧМ/ЧЕ    | 7     | 4  | 3 | 0 | 3 |   |
| 1933  | Венгрия | ЧМ/ЧЕ    | 7     | 6  | 2 | 0 | 2 |   |
| 1936  | Венгрия | ОИ/ЧМ/ЧЕ | 8     | 6  | 2 | 0 | 2 |   |
| Всего | Всего   | Всего    | Всего | 29 | 9 | 0 | 9 |   |

## Достижения

### Командные
| Год        | Команда | Достижение          | Достижение |
| ---------- | ------- | ------------------- | ---------- |
| 1937, 1940 | BKE     | Чемпион Венгрии (2) |            |